# Uruçuca
Uruçuca là một đô thị thuộc bang Bahia, Brasil. Đô thị này có diện tích 337,705 km², dân số năm 2007 là 22092 người, mật độ 37,6 người/km².